# 大藝術家 (歌曲)
〈大藝術家〉（英語：The Great Artist）是臺灣歌手蔡依林的歌曲，收錄於其第12張原創錄音室專輯《Muse》。該歌曲由嚴云農作詞、Robin Jessen、Anne Judith Wik、Nermin Harambasic、Ronny Svendsen、Charite Viken Reinas、Eirik Johansen及Alexander Puntervold作曲、林邁可製作。該歌曲作為專輯單曲於2012年8月15日由華納音樂和天熹娛樂發行。該歌曲及其MV分別入圍第24屆金曲獎最佳年度歌曲獎和最佳音樂錄影帶獎，最終獲得最佳年度歌曲獎。

## 背景
2012年2月22日，華納音樂高層陳澤杉在新浪微博透露，蔡依林的新專輯預計於同年暑期發行，專輯正處於收歌階段。同年6月12日，媒體報導蔡依林已完成新專輯一半歌曲的錄製。同月25日，媒體進一步透露專輯預計於8月發行，蔡依林的經紀人王永良表示，這張專輯是蔡依林花費最多時間錄製的一張作品，部分歌曲甚至多次重錄，並且在音樂、MV和拍攝方面都融入了蔡依林許多個人想法。同年7月10日，蔡依林透露專輯將於9月15日（她的生日）前後發行。同月23日，媒體報導專輯錄製已完成。

## 創作和錄製
該歌曲鼓勵女性保持勇敢態度並相信最終能找到真愛，歌詞從女性視角描寫花心的男性伴侶。該歌曲和蔡依林過往舞曲不同，具有多重情緒轉折，饒舌部分音階難度較高。
蔡依林表示，〈大藝術家〉節奏重拍並融合電子風格，旋律帶有唸唱元素且表現個人態度。歌詞由嚴云農撰寫，強調女性自主和堅強，她在演唱時將自身投入成為女強人的角色。

## 音樂影片

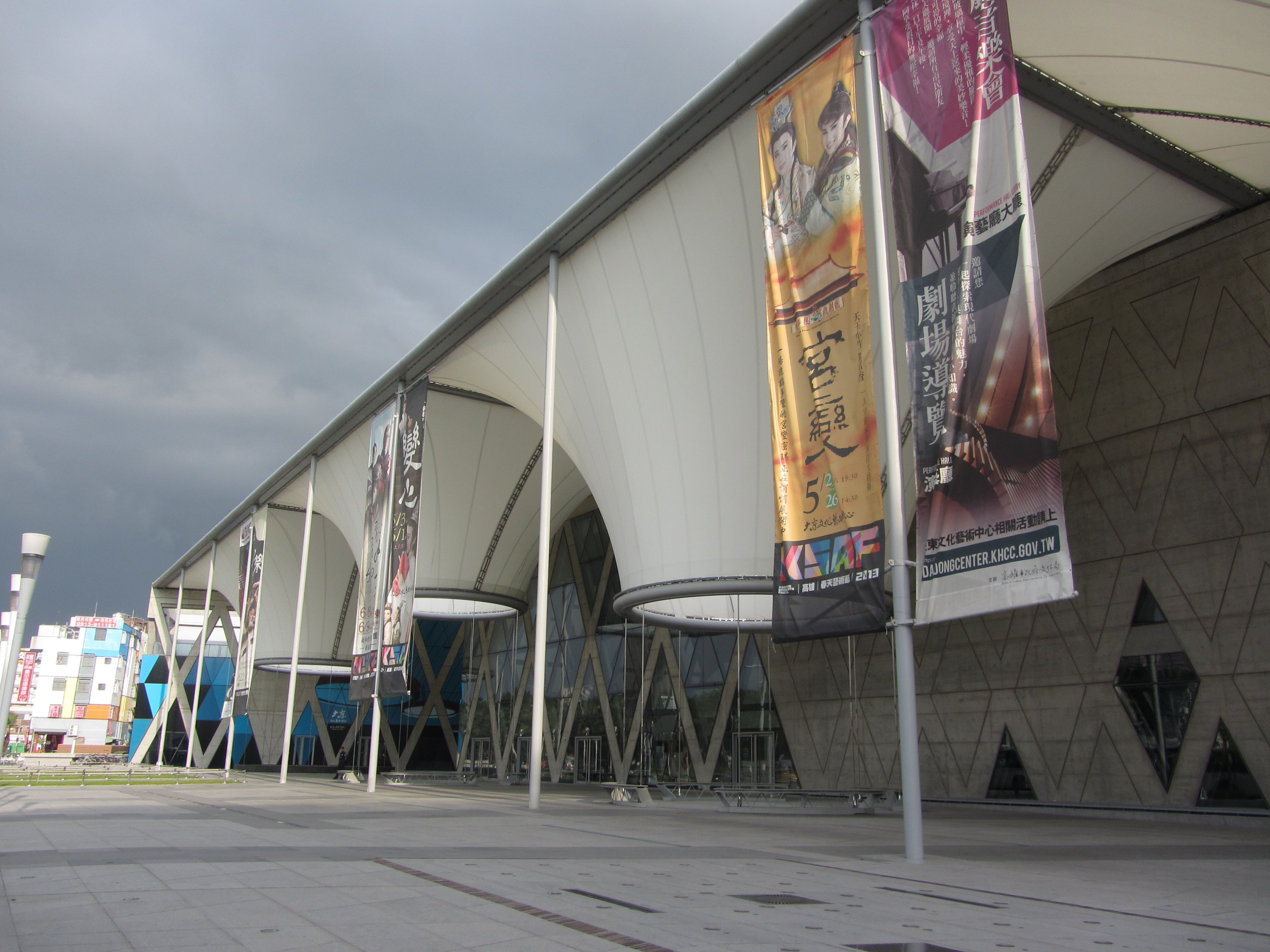
大東文化藝術中心為MV的拍攝取景地之一。

2012年8月22日，蔡依林發布〈大藝術家〉的MV，由陳奕仁執導。MV以「未來系沙龍」為背景，陳奕仁指出，十七、十八世紀的沙龍是法國資產階級和貴族討論文學藝術的社交場所，由具文化素養的女性主持，和歌詞中的女性主義意涵相呼應。MV於臺灣高雄市和臺北市拍攝，歷時38小時，三位設計師設計五套服裝，製作費用約新臺幣八百萬元。
同年8月23日，蔡依林在臺北圓環舉辦MV造勢活動。MV獲2012年度臺灣YouTube熱門影片點閱排行第九名，並成為首支在音悅Tai獲得滿分的女歌手MV。MV入圍第24屆金曲獎最佳音樂錄影帶獎，及2014年柏林音樂錄影帶獎最佳視覺特效獎，並獲2013年國際設計大獎視覺設計銅獎及2016年金點設計獎視覺傳達設計獎。

## 商業表現
該歌曲獲2012年臺灣Hit FM年度百首單曲第二名。

## 評價
樂評人Michael McCarthy評價，〈大藝術家〉作為專輯開場，是一首節奏感明顯的中速歌曲，結合華麗合成器和電子樂，節奏響亮且充滿自信，歌聲展現強烈決心，旨在激勵聽眾，符合專輯《Muse》的定位。Freshmusic音樂雜誌稱〈大藝術家〉具力度和態度，詞作具有鮮明個性，為專輯完美序曲。PlayMusic音樂網樂評人威廷指出，〈大藝術家〉作為首波主打，搭配MV推廣，專輯發行前即在聽眾中留下深刻印象，融合流行電子樂和主歌唸唱，流行感強烈，歌詞主題強調女性自強，蔡依林演唱風格較為強悍。潮流生活網樂評人李文豪認為，〈大藝術家〉氣勢強勁，主歌以饒舌堆疊，副歌具有感染力，蔡依林的饒舌表現與節奏感較以往有所成長。

## 獎項
2013年4月9日，〈大藝術家〉獲得第三屆全球流行音樂金榜年度二十大金曲。同月26日，該曲獲2012年度Music Radio中國Top排行榜年度港台地區金曲。同年5月10日，〈大藝術家〉獲第13屆全球華語歌曲排行榜年度最受歡迎20大金曲。同月22日，第24屆金曲獎公布入圍名單，〈大藝術家〉及其MV分別入圍最佳年度歌曲獎和最佳音樂錄影帶獎。同年6月2日，該曲獲2013年Hito流行音樂獎年度十大華語歌曲。同年7月6日，〈大藝術家〉獲第24屆金曲獎最佳年度歌曲獎。

## 現場表演
2012年9月30日，蔡依林參加中國中央電視台舉辦的「福州月·中華情 2012年中央電視台中秋晚會」，並演唱〈大藝術家〉。同年10月13日，蔡依林錄製湖南衛視綜藝節目《快樂大本營》，並演唱該歌曲。同年12月31日，她參加湖南衛視「快樂中國2012—2013跨年狂歡夜」，演唱〈大藝術家〉。2013年1月19日，蔡依林出席「第八屆KKBox數位音樂風雲榜頒獎典禮」，演唱〈大藝術家〉。同月30日，她於法國巴黎舉辦的「臺灣音樂之夜」演唱該歌曲。同年4月18日，蔡依林參加「第17屆全球華語榜中榜」，演唱〈大藝術家〉。同年5月17日，她出席加拿大溫哥華舉辦的「第三屆全球流行音樂金榜北美慶功演唱會」，並演唱該歌曲。同年6月2日，蔡依林於「2013年Hito流行音樂獎頒獎典禮」演唱〈大藝術家〉。同年7月6日，她參加「第24屆金曲獎頒獎典禮」，演唱該歌曲。

## 幕後人員
- 方勃絜—製作協力、錄音師
- 林邁可—和聲編寫、電吉他、錄音師
- 蔡依林—和聲
- 葉育軒—錄音師
- 白金錄音室—錄音室
- VIP Studio—錄音室
- Ken Lewis（英语：Ken Lewis (musician)）—混音師
- Pro Tool Mixing Studio—混音室

## 發行歷史
| 地區 | 日期          | 格式              | 經銷商   |
| ---- | ------------- | ----------------- | -------- |
| 全球 | 2012年8月15日 | 數位下載 串流媒體 | 天熹娛樂 |
| 臺灣 | 2012年8月15日 | 電台播放          | 華納音樂 |

## 外部連結
- YouTube上的〈大藝術家〉（MV幕後花絮）
- YouTube上的〈大藝術家〉（第24屆金曲獎現場表演）